# Train Alliance Sweden
Train Alliance Sweden AB är ett svenskt fastighetsföretag som uppför och förvaltar fastigheter knutna till Sveriges järnvägsnät, särskilt järnvägsdepåer och tågverkstäder. 
Verksamhet bedrivs i bland annat Hallsberg, Eskilstuna, Göteborg, Hässleholm, Luleå och Märsta. 
Aktien introducerades på Nasdaq First North år 2020. Största ägare per 31 dec 2022 var Kilenkrysset Rail AB med 15,9 procent av kapitalet, och AB Hvalfisken med 11,8 procent. Röstmässigt största ägare var Polar Structure med 19,9 procent av rösterna, följd av Sven Jemsten med 19,2 procent, och Kilenkrysset Rail AB med 11,6 procent.